# Jan Szwarc
Jan Szwarc (Ustroń; 8 de Julho de 1946 —) é um político da Polónia. Ele foi eleito para a Sejm em 25 de Setembro de 2005 com 7642 votos em 27 no distrito de Bielsko-Biała, candidato pelas listas do partido Sojusz Lewicy Demokratycznej.
Ele também foi membro da Sejm 2001-2005.